# Рудська сільська рада (Кам'янець-Подільський район)
Ру́дська сільська́ ра́да — адміністративно-територіальна одиниця та орган місцевого самоврядування в Кам'янець-Подільському районі Хмельницької області. Адміністративний центр — село Руда.

## Загальні відомості
Рудська сільська рада утворена в 1923 році.
- Територія ради: 51,57 км²
- Населення ради: 1 985 осіб (станом на 2001 рік)
- Територією ради протікає річка Смотрич

## Населені пункти
Сільській раді підпорядковані населені пункти:
- с. Руда
- с. Гаврилівці
- с. Цвіклівці Перші

## Склад ради
Рада складається з 18 депутатів та голови.
- Голова ради: Корнєєв Віталій Анатолійович
- Секретар ради: Григоришена Тамара Володимирівна

### Керівний склад попередніх скликань
| Прізвище, ім'я, по батькові  | Основні відомості                                                 | Дата обрання | Дата звільнення |
| ---------------------------- | ----------------------------------------------------------------- | ------------ | --------------- |
| Фугело Леонід Галактіонович  | Сільський голова, 1953 року народження, безпартійний              | 26.03.2006   | 31.10.2010      |
| Корнєєв Анатолій Петрович    | Сільський голова, 1961 року народження, освіта вища               | 31.10.2010   | 04.04.2014      |
| Корнєєв Віталій Анатолійович | Сільський голова, 1985 року народження, освіта вища, безпартійний | 26.10.2014   |                 |

Примітка: таблиця складена за даними сайту Верховної Ради України

### Депутати
За результатами місцевих виборів 2010 року депутатами ради стали:

#### За суб'єктами висування
| Суб'єкт висування             | Кількість обраних депутатів | %    |
| ----------------------------- | --------------------------- | ---- |
| Самовисування                 | 17                          | 94,4 |
| Політична партія «Фронт Змін» | 1                           | 5,6  |

#### За округами
| № округу                      | Прізвище, ім'я, по батькові      | Дата визнання обраним | Освіта             | Партійна приналежність            | Відомості про обраного депутата                                      |
| ----------------------------- | -------------------------------- | --------------------- | ------------------ | --------------------------------- | -------------------------------------------------------------------- |
| Політична партія «Фронт Змін» |                                  |                       |                    |                                   |                                                                      |
| 18                            | Муринець Микола Володимирович    | 02.11.2010            | середня            | позапартійний                     | СТОВ «Стіомі Холдінг», комірник                                      |
| Самовисування                 |                                  |                       |                    |                                   |                                                                      |
| 1                             | Григоришена Тамара Володимирівна | 02.11.2010            | вища               | позапартійна                      | Рудська сільська рада, секретар                                      |
| 2                             | Родікова Тамара Петрівна         | 02.11.2010            | середня спеціальна | позапартійна                      | Рудська загальноосвітня школа І-ІІІ ст., кухар                       |
| 3                             | Тимінська Галина Петрівна        | 02.11.2010            | середня спеціальна | позапартійна                      | пенсіонер                                                            |
| 4                             | Каравацький Сергій Олександрович | 02.11.2010            | середня спеціальна | позапартійний                     | ПП «Осадчук», продавець-консультант                                  |
| 5                             | Маслянко Олег Володимирович      | 02.11.2010            | середня спеціальна | позапартійний                     | пенсіонер                                                            |
| 6                             | Соловодов Дмитро Володимиович    | 02.11.2010            | вища               | позапартійний                     | ТОВ «Стіомі Холдінг», механізатор                                    |
| 7                             | Гулаков Григорій Павлович        | 02.11.2010            | середня            | член Комуністичної партії України | пенсіонер                                                            |
| 8                             | Олійник Олександр Антонович      | 02.11.2010            | вища               | позапартійний                     | пенсіонер                                                            |
| 9                             | Дубінська Людмила Володимирівна  | 02.11.2010            | середня спеціальна | позапартійна                      | фельдшерсько-акушерський пункт с. Гаврилівці, завідувачка            |
| 10                            | Надюк Ганна Євгенівна            | 02.11.2010            | вища               | позапартійна                      | С.Руда ДНЗ, завідувачка                                              |
| 11                            | Бабак Юлія Василівна             | 02.11.2010            | середня спеціальна | позапартійна                      | тимчасово не працює                                                  |
| 12                            | Дачковська Людмила Валентинівна  | 02.11.2010            | вища               | позапартійна                      | ТОВ АХ «Словянький», менеджер по договорах                           |
| 13                            | Чорний Віктор Станіславович      | 16.11.2010            | вища               | позапартійний                     | тимчасово не працює                                                  |
| 14                            | Фугело Павло Леонідович          | 02.11.2010            | середня            | позапартійний                     | тимчасово не працює                                                  |
| 15                            | Ткачук Лілія Валентинівна        | 02.11.2010            | середня спеціальна | позапартійна                      | фельдшерсько-акушерський пункт с. Цвіклівці Перші, завідувачка ФАПом |
| 16                            | Моргун Віктор Васильович         | 02.11.2010            | середня спеціальна | позапартійний                     | НПП «Подільські товтри», інспектор природно-заповідного фонду        |
| 17                            | Вуйлова Оксана Петрівна          | 02.11.2010            | вища               | позапартійна                      | загальноосвітня школа І-ІІІ ст., вчитель початкових класів           |